# Factor de disponibilidad
El factor de disponibilidad de una planta de energía es la cantidad de tiempo que puede producir electricidad durante un período determinado, dividido por la cantidad de tiempo en el período.  Las ocasiones en las que solo se dispone de capacidad parcial pueden o no deducirse. Cuando se deducen, la métrica se titula factor de disponibilidad equivalente (EAF). El factor de disponibilidad no debe confundirse con el factor de capacidad. El factor de capacidad para un período dado nunca puede exceder el factor de disponibilidad para el mismo período. La diferencia surge cuando la planta se ejecuta a menos de la capacidad total, en cuyo caso el factor de capacidad es menor que el factor de disponibilidad. 
La disponibilidad de una planta de energía varía mucho según el tipo de combustible, el diseño de la planta y cómo se opera la planta. En igualdad de condiciones, las plantas que funcionan con menos frecuencia tienen factores de disponibilidad más altos porque requieren menos mantenimiento y porque se pueden programar más inspecciones y mantenimiento durante el tiempo de inactividad. La mayoría de las centrales térmicas , como las centrales de carbón, geotérmicas y nucleares, tienen factores de disponibilidad entre el 70% y el 90%. Las plantas más nuevas tienden a tener factores de disponibilidad significativamente más altos, pero el mantenimiento preventivo es tan importante como las mejoras en el diseño y la tecnología.  Las turbinas de gas tienen factores de disponibilidad relativamente altos, que van del 80% al 99%. Las turbinas de gas se usan comúnmente para centrales eléctricas de pico, plantas de cogeneración y la primera etapa de las plantas de ciclo combinado. 
Originalmente, el término factor de disponibilidad se usaba solo para las centrales eléctricas que dependían de un suministro activo y controlado de combustible, generalmente fósil o más tarde también nuclear. La aparición de energías renovables como la energía hidroeléctrica , eólica y solar, que funcionan sin un suministro activo y controlado de combustible y que se paralizan cuando cesa su suministro natural de energía, requiere una distinción más cuidadosa entre el factor de disponibilidad y la capacidad. factor. Por convención, dichos períodos de producción cero se cuentan contra el factor de capacidad pero no contra el factor de disponibilidad, que, por lo tanto, se define como un suministro de combustible activo y controlado, junto con factores relacionados con la fiabilidad y el mantenimiento.  Una turbina eólica no puede funcionar a velocidades del viento por encima de un cierto límite, lo que cuenta en función de su factor de disponibilidad. Con esta definición, los aerogeneradores modernos que requieren muy poco mantenimiento, tienen factores de disponibilidad muy altos, hasta aproximadamente el 98%. Las centrales eléctricas fotovoltaicas que tienen pocas o ninguna parte móvil y que pueden someterse a inspecciones y mantenimiento planificados durante la noche tienen un factor de disponibilidad cercano o igual al 100%. 